# Dell Mill

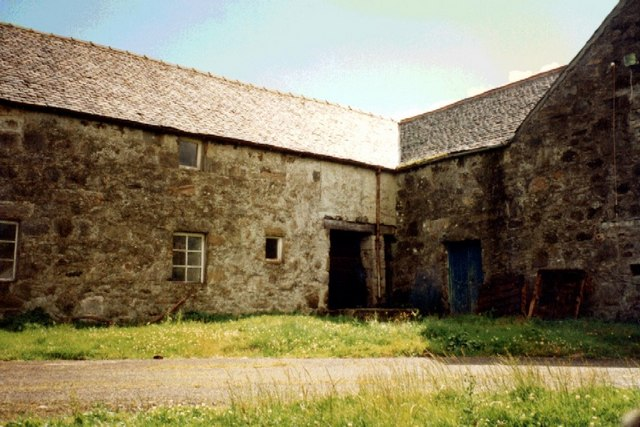
Dell Mill

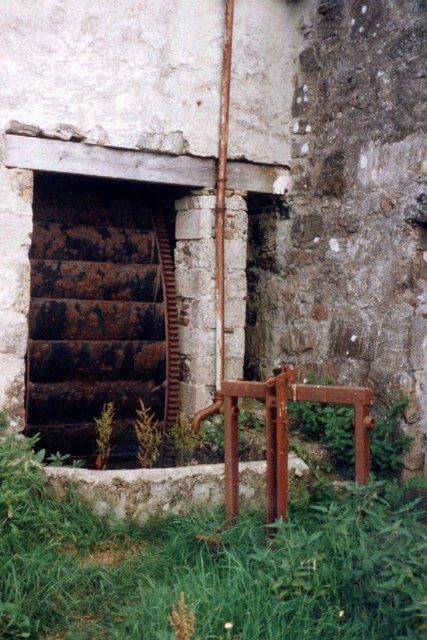
Wasserrad der Dell Mill

Die Dell Mill, auch Ness Mill, ist eine ehemalige Mühle in der Ortschaft South Dell auf der schottischen Hebrideninsel Lewis and Harris. 1978 wurde das Bauwerk in die schottischen Denkmallisten in der Denkmalkategorie B aufgenommen.

## Geschichte
Die Dell Mill wurde im mittleren 19. Jahrhundert errichtet. Sie ist Teil eines substantiell aufgebauten landwirtschaftlichen Komplexes, wie er auf Lewis and Harris nur selten anzutreffen ist. Bauernhöfe dieser Bauart wurde meist von Landwirten, die vom schottischen Festland eingewandert sind, betrieben. Ein Eintrag aus dem Jahre 1853 besagt, dass der Komplex durch den vorigen Besitzer der Insel veranlasst wurde und dass dort Whisky gebrannt wurde. Vermutlich wurde die Dell Mill in mehreren Bauphasen erweitert. 1998 wurde die Dell Mill in das Register gefährdeter denkmalgeschützter Bauwerke in Schottland eingetragen. 2015 wurde ihr Zustand als schlecht bei gleichzeitig hoher Gefährdung eingestuft. In der Region wurden historisch verschiedene Wassermühlen betrieben, darunter die Mühle und Darre von Shawbost.

## Beschreibung
Die Dell Mill steht am rechten Ufer des Dell River zwischen South Dell and North Dell. Sie setzt sich aus drei länglichen, miteinander verbundenen Baukörpern zusammen, deren Mauerwerk aus Feldstein aufgemauert wurde. Es handelt sich um eingeschossige Gebäude mit Speicher, die mit schiefergedeckten Dächern schließen. Das Versorgung des umschlossenen, eisernen Wasserrads führt über eine kurze Feldsteinbrücke.